# Scoliocentra tianshanica
Scoliocentra tianshanica är en tvåvingeart som beskrevs av Gorodkov 1977. Scoliocentra tianshanica ingår i släktet Scoliocentra och familjen myllflugor.
Artens utbredningsområde är Kazakstan. Inga underarter finns listade i Catalogue of Life.